# Bầu cử quốc hội Albania 2021
Cuộc bầu cử quốc hội được tổ chức tại Albania vào ngày 25 tháng 4 năm 2021. Bầu cử diễn ra trong thời kỳ đại dịch COVID-19.

## Kết quả
| 3 74 4 59                    |                                            |           |        |     |     |
| Đảng                         | Đảng                                       | Phiếu bầu | %      | Ghế | +/– |
|                              | Đảng Xã hội Albania                        | 768.134   | 48.67  | 74  | 0   |
|                              | Đảng Dân chủ – Liên minh vì sự thay đổi    | 622.187   | 39.43  | 59  | +13 |
|                              | Phong trào Xã hội chủ nghĩa vì sự hội nhập | 107.538   | 6.81   | 4   | –15 |
|                              | Đảng Dân chủ Xã hội Albania                | 35.475    | 2.25   | 3   | +2  |
|                              | Nisma Thurje                               | 10.217    | 0.65   | 0   | Mới |
|                              | Niềm tin Dân chủ                           | 8.239     | 0.52   | 0   | Mới |
|                              | Phong trào vì sự thay đổi                  | 7.054     | 0.45   | 0   | Mới |
|                              | Đảng Phong trào Dân chủ Albania            | 4.705     | 0.30   | 0   | Mới |
|                              | Đảng Phong trào Mới                        | 3.767     | 0.24   | 0   | Mới |
|                              | Đảng Liên minh Dân chủ Mới                 | 3.232     | 0.20   | 0   | Mới |
|                              | Đảng Mặt trận Dân tộc Albania              | 1.946     | 0.12   | 0   | Mới |
|                              | Liên minh Công đoàn Nhân dân               | 1.376     | 0.09   | 0   | Mới |
|                              | Độc lập                                    | 4.247     | 0.27   | 0   | Mới |
| Tổng cộng                    | Tổng cộng                                  | 1.578.117 | 100.00 | 140 | 0   |
|                              |                                            |           |        |     |     |
| Phiếu bầu hợp lệ             | Phiếu bầu hợp lệ                           | 1.578.117 | 95.00  |     |     |
| Phiếu bầu không hợp lệ/trống | Phiếu bầu không hợp lệ/trống               | 83.059    | 5.00   |     |     |
| Tổng cộng phiếu bầu          | Tổng cộng phiếu bầu                        | 1.661.176 | 100.00 |     |     |
| Cử tri phiếu bầu đã đăng ký  | Cử tri phiếu bầu đã đăng ký                | 3.588.869 | 46.29  |     |     |
| Nguồn: KQZ                   |                                            |           |        |     |     |